# Pawieł Bogdanow (funkcjonariusz)
Pawieł Michajłowicz Bogdanow (ros. Павел Михайлович Богданов, ur. 1901 w Oranienbaumie (obecnie Łomonosow), zm. 1973 w Moskwie) – funkcjonariusz radzieckich organów bezpieczeństwa, generał porucznik.
Początkowo uczeń telegrafisty, 1919 skończył piotrogrodzkie kursy dowódcze Armii Czerwonej, potem walczył na Froncie Północno-Zachodnim i Południowym wojny domowej. Po wojnie w wojskach OGPU w Środkowej Azji, skończył Wyższą Szkołę Pograniczną, Wojskową Akademię Mechanizacji i Motoryzacji Armii Czerwonej, służył w wojskach wewnętrznych i organach spraw wewnętrznych. W 1941 szef Głównego Zarządu Ochrony Pożarniczej NKWD ZSRR, od 3 maja 1942 generał major, od 1956 szef sztabu Wojsk Wewnętrznych MWD ZSRR, od 18 lutego 1958 generał porucznik MWD. Pochowany na Cmentarzu Wwiedieńskim.

## Odznaczenia
- Order Lenina
- Order Czerwonego Sztandaru (czterokrotnie)
- Order Wojny Ojczyźnianej I klasy
- Order Czerwonej Gwiazdy

I wiele medali.